# Colle della Bonette
Il Colle della Bonette (in francese Col de la Bonette - 2 715 metri s.l.m.) è un valico alpino delle Alpi Marittime, situato in Francia nel dipartimento delle Alpi Marittime e percorso da una delle strade più alte d'Europa.

## Descrizione
Il colle collega la valle dell'Ubaye con la Tinea.

## Strada
Il colle è percorso da una strada asfaltata, che dalla sua sommità prosegue compiendo il cosiddetto giro della Cima della Bonette.

### Ciclismo
Per il colle è più volte transitato il Tour de France, come parte dell'ascesa alla Cima della Bonette.
Il Giro d'Italia 2016 ha invece raggiunto il colle senza proseguire per la Cima.
| Edizione | Tappa | km  | Ciclista transitato per primo sulla sommità |
| -------- | ----- | --- | ------------------------------------------- |
| 2016     | 20ª   | 134 | Mikel Nieve                                 |